# Liste der Berge in Argentinien
Die Liste der Berge in Argentinien führt die höchsten und wichtigsten Berge auf dem Territorium Argentiniens auf.
In Argentinien gibt es 6468 Berge mit einer Prominenz von mindestens 300 m, darunter 969 Fünftausender und 96 Sechstausender.
Berge nach Höhe
- Aconcagua (Mendoza) 6962 m
  - Cerro Ameghino ca. 5940 m
- Ojos del Salado (Catamarca) 6893 m
  - Tres Cruces Sur 6748 m
  - Cazadero 6658 m
  - El Muerto 6488 m
  - Cerro Nacimiento 6436 m
  - Cerro Veladero 6436 m
  - Cerro El Cóndor (auch Volcán Sarmiento) 6414 m
  - Cerro Vallecitos 6168 m
  - Tres Quebradas (auch Los Patos) 6239 m
  - Sierra Nevada 6127 m
  - Cerro Medusa 6120 m
  - Colorados 6080 m
  - Cerro El Fraile 6061 m
  - Volcán del Viento 6028 m
  - Cerro San Francisco 6018 m
- Monte Pissis (La Rioja) 6795 m
- Cerro Bonete (La Rioja) 6759 m
- Llullaillaco (Salta) 6723 m
  - Socompa 6051 m
- Mercedario (San Juan) 6720 m
  - Cerro Ramada 6384 m
  - Cerro La Mesa 6230 m
- Incahuasi (Catamarca) 6621 m
- Tupungato (Mendoza) 6570 m
  - Cerro Alto 6148 m
  - Cerro Negro (auch Pabellón) 6070 m
  - Cerro Polleras 5993 m
- Antofalla (Salta) 6409 m
- Nevado de Cachi (Salta) 6380 m
  - Cerro Quemado 6184 m
- Mount Reclus 6335 m
- Majadita 6266 m
  - Cerro Olivares 6216 m
- Cerro Solo 6205 m
- Cerro El Toro (San Juan) 6168 m
- Cerro Las Tórtolas 6160 m
- Queva 6140 m
- Colangüil 6122 m
- Marmolejo 6108 m
- Nevado de Famatina (auch Cerro Belgrano) 6097 m
- Aracar 6095 m
- Cerro Baboso (auch Veladero N.E.) ca. 6070 m
- Cerro Salin (Salín) 6029 m
- Cerro Laguna Blanca 6012 m
- Cerro Plata (Mendoza) 5955 m
- Cerro Chañi (Jujuy) ca. 5930 m
- Galán (Catamarca) 5920 m

Südamerika ist ein Kontinent, bei dem die Angaben, auch offizielle, bezüglich der Höhen oft stark variieren. Mit diesem Problem hat sich Aaron Maizlish auseinandergesetzt.